# La Table des pauvres
Pour plus de détails, voir Fiche technique et Distribution.
La Table des pauvres (La tavola dei poveri) est un film italien réalisé par Alessandro Blasetti, sorti en 1932.

## Fiche technique
- Titre original : La tavola dei poveri
- Titre français : La Table des pauvres
- Réalisation : Alessandro Blasetti
- Scénario : Alessandro Blasetti, Emilio Cecchi, Alessandro De Stefani, Mario Soldati et Raffaele Viviani
- Décors : Gastone Medin
- Photographie : Giulio De Luca et Carlo Montuori
- Montage : Ignazio Ferronetti
- Musique : Roberto Caggiano et Raffaele Viviani
- Pays de production : Royaume d'Italie
- Format : Noir et blanc - Mono
- Genre : drame
- Durée : 71 minutes
- Date de sortie : 1932

## Distribution
- Raffaele Viviani : Marquis Isidoro Fusaro
- Leda Gloria : Giorgina Fusaro
- Salvatore Costa : Biase
- Marcello Spada (en) : Nello Valmadonna
- Mario Ferrari : Attorney Volterra
- Vincenzo Flocco : Mezzapalla
- Armida Cozzolino : Lida Valmadonna
- Lina Bacci : la secrétaire
- Cesare Zoppetti : le professeur
- Vasco Creti : le serveur
- Renato Navarrini
- Carlo Pisacane